# Залханауа (Прахова)
Залханауа (рум. Zalhanaua) насеље је у Румунији у округу Прахова у општини Манешти. Oпштина се налази на надморској висини од 206 m.

## Становништво
Према подацима из 2002. године у насељу је живело 1035 становника, од којих су сви румунске националности.